# Lewin Louis Aronsohn

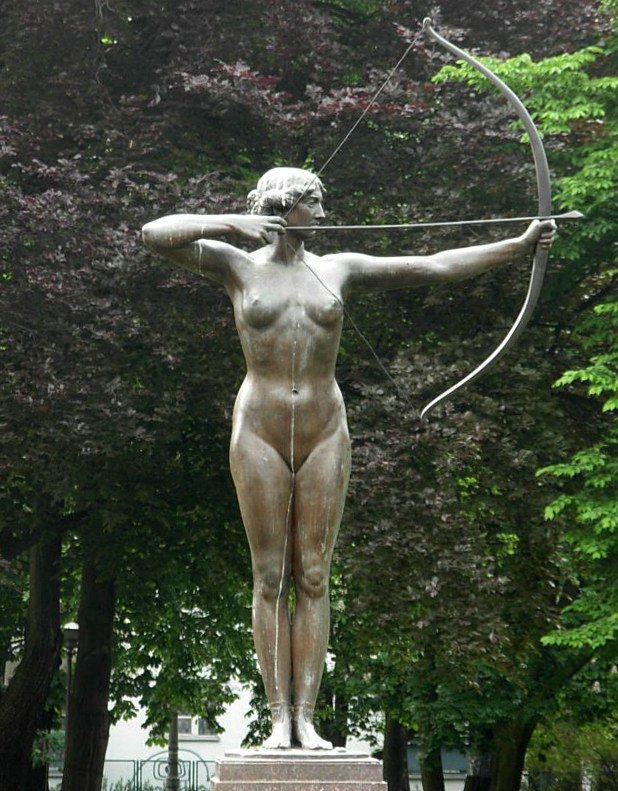
Pomnik Łuczniczki ufundowany przez Aronsohna

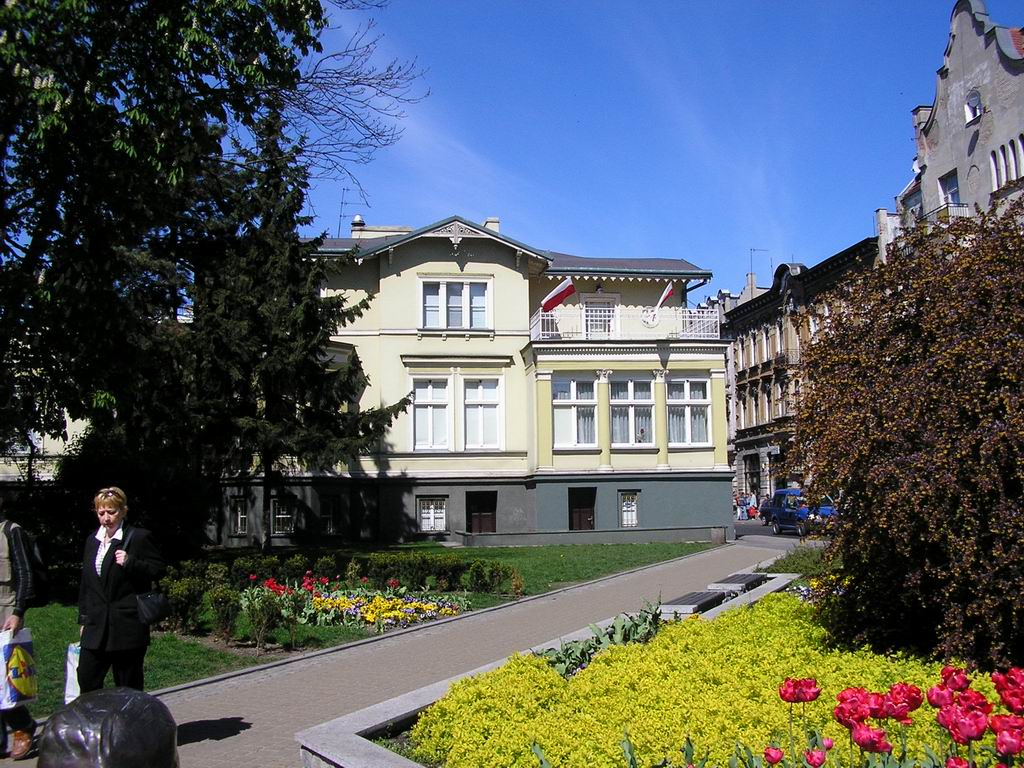
Willa Aronsohna w Bydgoszczy

Lewin Louis Aronsohn (ur. 1850, zm. 1928) – niemiecki bankier żydowskiego pochodzenia, poseł do parlamentu pruskiego, samorządowiec, Honorowy Obywatel Bydgoszczy.

## Życiorys
Urodził się 18 października 1850 r. w Wysokiej w powiecie wyrzyskim. Był synem Hirsza i Julianny z domu Kleszewskiej. Ojciec zajmował się handlem ziemią w swoim majątku Mamlicz w powiecie szubińskim. Aronsohn odziedziczył majątek ojca po jego śmierci w 1876 r. 
Rodzina Aronsohnów przybyła do Bydgoszczy w 1864 r. Tutaj Lewin Aronsohn uczęszczał do szkoły elementarnej, a następnie do szkoły handlowej. Zdobyte wykształcenie i praktyka u boku ojca stanowiły kapitał, z którego czerpał zajmując się handlem nieruchomościami. 

### Działalność samorządowa
Aronsohn już jako 28-latek, w 1878 roku, po raz pierwszy zasiadł w Radzie Miejskiej i pozostawał jej członkiem nieprzerwanie do 1890 r. Następnie powołano go w skład magistratu jako niepłatnego radcę; piastował ów urząd do 18 października 1918 r. tj. złożenia urzędu i odejścia z władz miejskich. Przez 40-letni okres sprawowania różnych funkcji we władzach miasta był decernentem w rozmaitych agendach administracji miejskiej. Domeną jego działalności były zagadnienia związane z wymiarem i poborem podatków samorządowych (1890-1891), sprawy gazowni miejskiej (1890-1893), nadzór nad targowiskiem i rzeźnią miejską (1894-1918), kontrola obrotu nieruchomościami miejskimi (1903-1910), administracja wieżą ciśnień (od 1894). Sprawował też funkcję kuratora depozytorium miejskiego (1897-1899) oraz nadzorował sprawy związane z przejęciem przez miasto utrzymania śluz miejskich (1910).
Aronsohn był pomysłodawcą założenia w Bydgoszczy szkoły handlowej wyższego stopnia. W tej sprawie konferował z prezydentem regencji Christophem von Tiedemannem, uzyskując jego poparcie. 29 grudnia 1899 r. otrzymał godność radcy komercjalnego, a następnie 8 stycznia 1908 r. tajnego radcy komercjalnego. 

### Działalność polityczna
Ważną dziedziną aktywności Aronsohna była działalność polityczna. Związany był z Wolnomyślną Partią Ludową, której klubowi miejskiemu przewodniczył. Z jej ramienia z powodzeniem kandydował w wyborach do sejmu pruskiego w latach: 1903, 1908 i 1913, z okręgu bydgosko-wyrzyskiego. Nie obyło się jednak bez oporów ze strony narodowych liberałów, ustosunkowanych krytycznie do jego żydowskiego pochodzenia.

### Działalność gospodarcza
Lewin Aronsohn posiadał praktyczną umiejętność pomnażania majątku. W 1892 r. założył Bank M. Stadthagen, który wkrótce stał się najbardziej znanym bankiem w mieście. Jako finansista i bankier cieszył się opinią zdolnego biznesmena, znajdując poparcie wśród bankierów berlińskich, królewieckich, a nawet Banku Rzeszy. 
Przez wiele lat, od 1880 r. pełnił funkcję członka zarządu bydgoskiej Izby Handlowej. W 1891 r. wybrano go zastępcą przewodniczącego Izby, a w 1915 r. objął funkcje przewodniczącego, którą pełnił do końca pobytu w Bydgoszczy.
Aronsohn był także założycielem, jednym z głównych udziałowców i członkiem rady nadzorczej Bydgoskiego Towarzystwa Żeglugi Holowniczej, założonego w 1891 r., które było największym miejscowym przedsiębiorstwem żeglugi środlądowej, przemysłu i handlu oraz autorem zabudowy nowej dzielnicy składowo-przemysłowej nad dolną Brdą.

### Działalność społeczno-kulturalna
Aronsohn od 1881 r. pełnił funkcję przewodniczącego żydowskiej gminy wyznaniowej w Bydgoszczy. W tym samym roku stał się członkiem bydgoskiego Związku Strzeleckiego, a od 1903 piastował godność starszego związku. Od 1885 r. zasiadał w zarządzie Towarzystwa Historycznego Obwodu Nadnoteckiego. Od 1 grudnia 1902 r. znalazł się także w zarządzie Niemieckiego Towarzystwa Sztuki i Wiedzy, pełniąc w nim funkcję skarbnika. Uczestniczył w pracy wydziałów: przyrodniczego, sztuki, śpiewaczego, technicznego i literatury.

### Działalność filantropijna
Znaczny majątek umożliwił Aronsohnowi działalność filantropijną. Darował miastu parcelę pod budowę zakładu opiekuńczo-wychowawczego dla małych dzieci. Finansował budowę pomnika cesarza Wilhelma I. Był także fundatorem posągu „Łuczniczki”, dzieła Ferdinanda Lepckego (koszt 5840 marek), który odsłonięto 18 października 1910 r. Posąg ten – uznawany za symbol miasta – od 1960 r. usytuowany jest w parku im. Jana Kochanowskiego przed Teatrem Polskim.
Końcowym akcentem działalności Aronsohna w mieście było przekazanie100 tys. marek przeznaczonych na pokrycie kosztów budowy krytego basenu pływackiego. Zamiar budowy pływalni nie został jednak urzeczywistniony, w związku z odzyskaniem niepodległości przez Polskę i powrotem Bydgoszczy do Macierzy.
23 maja 1918 r. Aronsohn opuścił Bydgoszcz i osiadł w Niemczech, obawiał się bowiem jak większość ludności niemieckiej, przyłączenia grodu nad Brdą do Polski. W 1919 r. wybrano go posłem do pruskiego zgromadzenia krajowego. Zmarł w Berlinie w 1928 roku. Za swą działalność został odznaczony Orderem Czerwonego Orła IV klasy (1902) oraz Orderem z Koroną III klasy (1912).
W Bydgoszczy zamieszkiwał kolejno przy ul. Gdańskiej 8, Jagiellońskiej 64, Śniadeckich 1 (tzw. Willa Aronsohna). 

## Rodzina
Lewin Louis Aronsohn od 1875 r. był żonaty z Doris Zieliński z d. Bresch. Miał jedyną córkę Julię (ur. 1876 w Bydgoszczy), zamężną Meyer, która 2 maja 1899 r. wyjechała z mężem do Akwizgranu.

## Honorowy Obywatel Bydgoszczy
17 października 1918 r. rada miejska Bydgoszczy na wniosek magistratu podjęła uchwałę o nadaniu mu godności Honorowego Obywatela Bydgoszczy. Było to ukoronowaniem blisko 40-letniej jego pracy na rzecz miasta. Był ostatnią osobą, której tytuł Honorowego Obywatela nadał magistrat miasta Bydgoszczy w okresie pruskim. 